# エドワード・コルストンの像
エドワード・コルストンの像（エドワード・コルストンのぞう、英語: Statue of Edward Colston）はイギリスのブリストルのセンターに建てられた銅像である。この像はブリストル出身の商人エドワード・コルストン（1636年-1721年）を記念し、1895年に彫刻家ジョン・キャシディによってポートランド石の台座の上に作られ、1977年に第2級イギリス指定建造物に指定された。
篤志家として知られるコルストンの経歴の精査が進む中につれ、大西洋奴隷貿易に関与していた事が判明し、像の撤去が求められていた。
そして、2020年6月7日、ジョージ・フロイドの死に端を発した抗議活動中にブラック・ライヴズ・マターのデモ隊によって、コルストンの像は引き倒され、汚され、ブリストル港に投げ込まれた。台座も落書きで覆われたが、そのまま残っている。この像は港から回収され、6月11日にブリストル市議会によって安全な保管場所に安置され、 2021年6月には落書きが残ったままの状態で博物館に展示されるようになった。展示が開始された際、歴史家のデイビッド・オルソガは、近年の歴史が、この像を「ヴィクトリア朝末期の平凡なパブリック・アート」から「イギリスの大西洋奴隷貿易における役割とねじれた関係を物語る、イギリスで最も重要なアーティファクト」に変えてしまったと述べた。

## 背景
エドワード・コルストンは、ブリストル出身の商人で1680年から1692年まで大西洋奴隷貿易で財を成し、王立アフリカ会社（Royal African Company）の役員であり、1689年から翌年までの短期間副総裁を務めた。コルストンの在任期間中、会社は推定84,000人の奴隷を西アフリカからアメリカ大陸に輸送したが、そのうち約19,000人が途中で死亡した。 コルストンはその富を利用して、イングランド全土、特に彼の故郷であるブリストルのアルムスハウス、病院、学校、ワークハウス、教会に財政支援を行った。 彼は死後、71,000ポンドを慈善団体に、また10万ポンドを家族に遺した。 19世紀には彼は篤志家として見られていた。 彼の財産の多くが奴隷貿易で作られたという事実は、1990年代までほとんど無視されていた。

## 概要

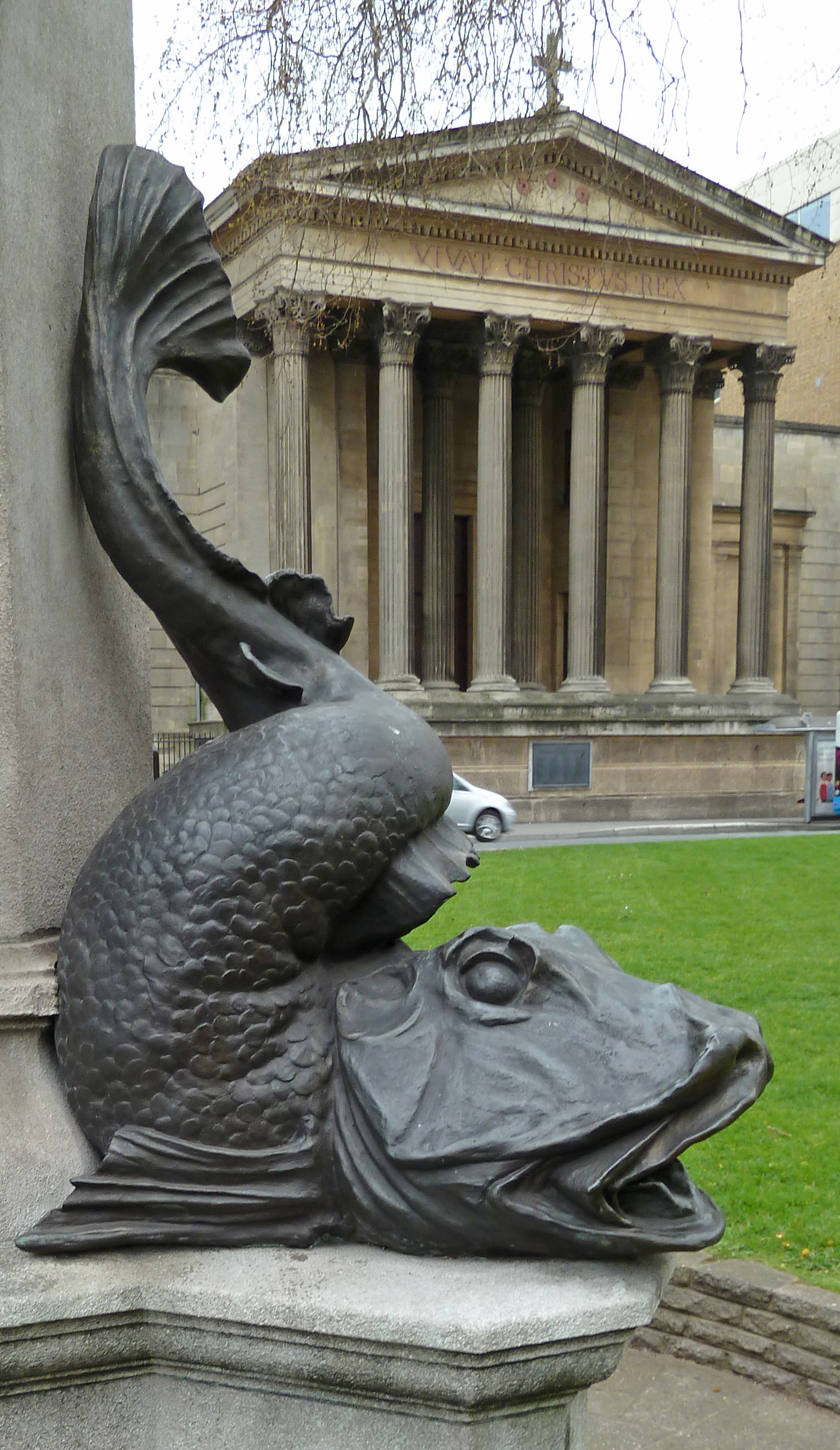
イルカ像の細部

元の状態では、10フィート6インチ（3.20メートル）の台座の上に8フィート8インチ（2.64メートル）のコルストンの銅像で構成されていた。 この銅像では、ふさふさのかつら、ベルベットのコート、サテンのウェストコート、オー・ド・ショースを着たコルストンの日常姿が描かれている。台座はポートランド石製で銅製のプレートとイルカの像で飾られている。台座の各面にある4つの銘板のうち、3つの銘板はアール・ヌーヴォー様式のレリーフ彫刻で、2つの銘板にはコルストンの人生の場面が、3つ目の銘板には海のファンタジーが描かれている。南面の銘板には、"Erected by citizens of Bristol as a memorial of the most virtuous and wise son of their city AD 1895 "（彼らの都市の最も高潔で賢明な息子のひとつの記念としてブリストルの市民によって建てられた 紀元1895年 "）と "John Cassidy fecit"（ジョン・キャシディ制作）の文字がある。

## 歴史
ジョン・キャシディが制作したこの像は、エドワード・コルストンの慈善活動を記念して1895年に現在のセンターとして知られる位置に建てられた。建立を提案したのは錨協会の会長であったジェームズ・アロースミスであった。一般の人々やコルストン関連の慈善団体に向けて、2年間の募金活動の中で何度か訴えた結果、鋳造と建立に必要な金額よりも少ない650ポンドが集まった。残りの150ポンドは匿名の寄付者からの寄付であった。コルストンズ・スクールの卒業生も募金に参加した。この像は1895年11月13日にブリストル市長とブリストル司教によって除幕されたが、この日は「コルストンの日」として市内では以前から知られていた日であった。除幕後も貿易商人協会からの資金も含めて、さらなる資金調達が行われた。
1977年3月4日、像は第2級イギリス指定建造物に指定された。指定の理由は以下の通りである。: 

### 論争

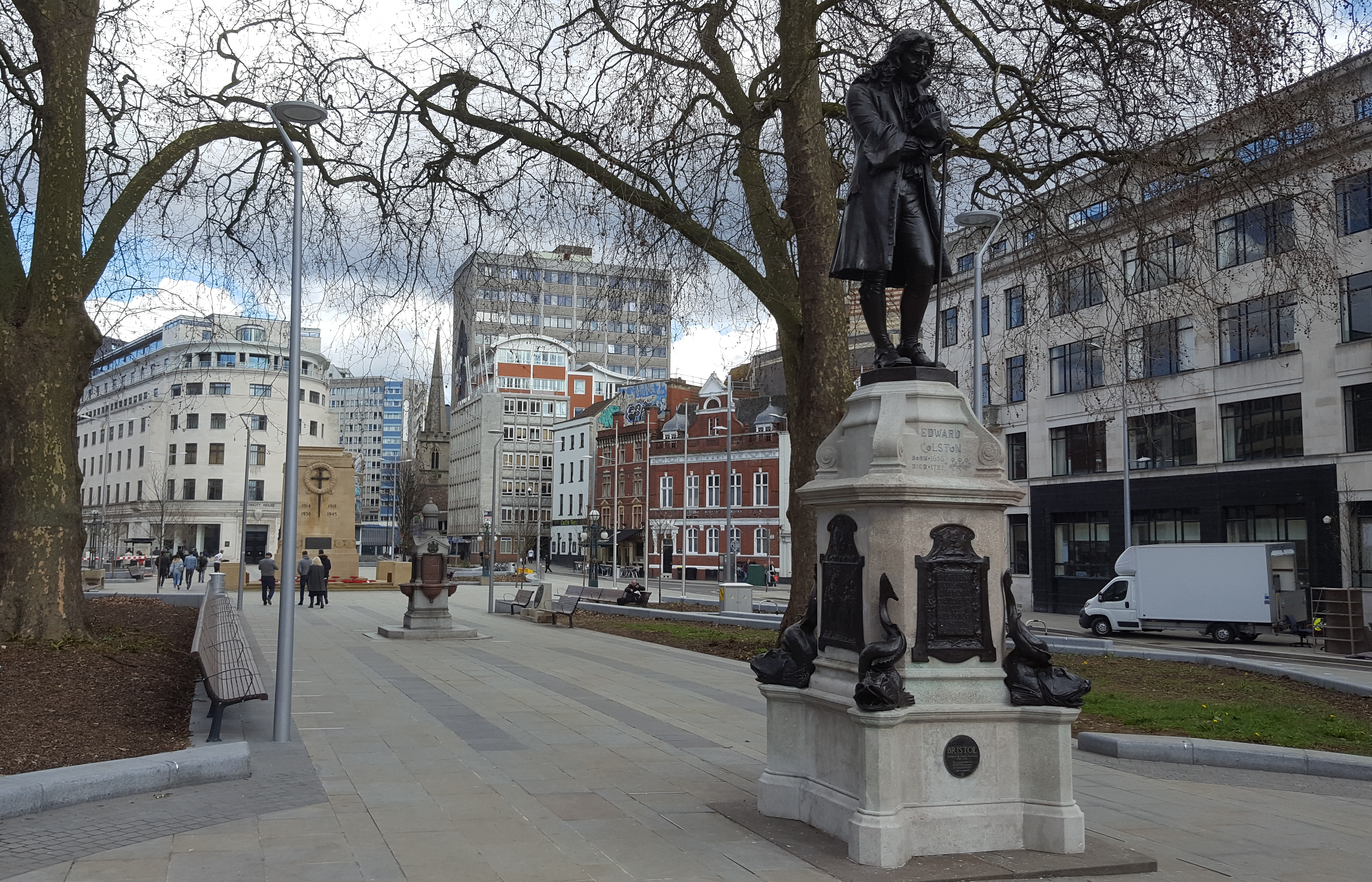
2018年の像

この像は20世紀末には物議を醸し始めていた。コルストンに対する評価はブリストルの市民の間で意見が分かれており、一部では学校や他の事業への寄付を理由に、街に霊感を与える人物とみなされているが、実際には彼と宗教的・政治的見解を同じくする人々だけを支援するために慈善事業を行っていたという。コルストンの奴隷商人としての活動がより広く知られるようになると、ブリストルの多くの人々は彼を否定的な目で見るようになった。1920年に彼の奴隷貿易活動を明らかにしたH. J. ウィルキンスは、「歴史的背景に照らし合わせない限り、彼を正当にイメージすることはできない」とコメントしている。コルストンが奴隷貿易に関与したのはイギリスの奴隷廃止運動よりも前の事であり、「イギリスでは一般的に奴隷制度が、教会員、知識人、教育を受けた階級の間で、ヨーロッパ全体でも容認されていた」時代であった。
1990年代以降、像を不名誉な物と表現して像の撤去を求めるキャンペーンや嘆願書が相次いだ。
1992年、この像はブリストル港にある元紅茶倉庫のギャラリー、アルノルフィーニで開催された「帝国のトロフィー」展の一環として、キャロル・ドレイクによるインスタレーション「記念日」に描かれた。ドレイクのインスタレーションは、1973年にコルストンズ・スクールの女子生徒たちが彼の像を花で覆っている写真と、学校の賛美歌「心の中の清らかな者よ、喜べ」の音声の前で、コルストンの好んだ花である腐った菊の上でブランコを振っている像のレプリカを組み合わせた 。1994年の「帝国のトロフィー」のカタログでは、ドレイクはこの作品の意図を次の様に述べている。
1998年1月、像の台座にペンキで「SLAVE TRADER」と書かれた。ブリストル市議会議員のレイ・セフィアは次のように述べた。「私たちがこの街で奴隷貿易を賛美したいのであれば、この像は残るべきである。もしそうでなければ、像には彼が奴隷商人であったことを示す銘板を付けるか、取り壊すべきである。」。
2014年に地元紙「ブリストル・ポスト」の世論調査では、1,100人の回答者のうち56%がコルストン像は残すべきだと答えたが、44%はコルストンの像を撤去してほしいと答えた。 他の人たちは、奴隷制度の犠牲者を称える記念銘板をコルストンの像に取り付けることを求めた。公選初代ブリストル市長に選出されたジョージ・ファーガソンは2013年にTwitterで「コルストンのための祝賀会は変態的な物であり、私が参加する物ではない！」と発言した。
2017年8月、像の台座に、ブリストルが「1730年-1745年にかけて大西洋奴隷貿易の首都」であった事を宣言し、「奴隷となった1200万人のうち、600万人が囚われ者として死亡した」事を追悼する無許可の記念銘板が貼られた。この銘板は彫刻家のウィル・コールズによって作られた物で、彼の目的は「人々に考えさせようとする事だった」と述べている。 この銘板は同年10月にブリストル市議会によって撤去された。
2018年には、ブリストル西の労働党議員であるタンガム・デボネールが、像の撤去を求める書簡をブリストル市議会に提出した。像の撤去を求める嘆願書は、像が倒されるまでに11,000人以上の署名を集めていた。
2018年10月18日、イギリスの反奴隷デーを記念して、コルストンが関わったよう歴史上の奴隷取引と現代の奴隷制度を結びつける非公式のアートインスタレーションが像の前に現れた。それは、「フルーツピッカー」や「ネイルバーワーカー」など、現代の奴隷が一般的に行う仕事をリストアップしたボーダーで囲まれた奴隷船のように配置された約100人の仰臥位の人物を描いたもので、数ヶ月間残っていた。 別のインスタレーションでは、ボールとチェーンが像に取り付けられていたのを目撃された。
2018年7月、像の管理者であるブリストル市議会は、彼の慈善活動や奴隷取引への関与を含む「コルストンに関する一般的な知識を追加する」2つ目の銘板を追加する計画申請を行ったが、当初提案された文言には大きな批判が寄せられ、文言の書き換えが行われた。
2つ目のプレートの当初の文言は、奴隷貿易におけるコルストンの役割、ブリストル選出のトーリー党庶民院議員としての短い任期、彼の慈善活動が宗教的に選択的である事を批判していた。
コルストンが会員であった貿易商人協会（Society of Merchant Venturers）はこの文言に異議を唱え、ブリストル保守党の議員はこの文言を「修正主義者」、「歴史的に文盲」と呼んだ。
ブリストル大学の歴史学准教授が共同執筆した第2版が2018年に評議会によって提案され、コルストンの慈善活動、奴隷貿易での役割、国会議員としての時間について簡潔に説明する一方で、コルストンが今では物議を醸していると考えられている事にも言及した。またブリストル市立博物館・美術館の元学芸員によって編集され、ブリストル市民協会によってバックアップされた第3の提案が作成された。 しかし、この文言は、第2の提案の背後にいる歴史家であるマッジ・ドレッサーによって、歴史が「無害化された」バージョンとして批判され、この文言がコルストンの役割を最小限に抑え、子供の奴隷の数を省略し、元の奴隷としての西アフリカ人に焦点を当てた物であると主張した。また、第3版は貿易商人協会の会員によって書かれたと報告された。2020年6月、貿易商人協会は2018年に銘板の書き換えに関与した事が「不適切」であったと述べた。
最終的には、さらに変更を加えた文言の決定版が合意され、次のような文言が記された銅銘板が鋳造された。
しかし、銘板の鋳造後、その設置は2019年3月にブリストル市長のマーヴィン・リースによって拒否権を行使された。同市長は文言の作成における貿易商人協会の役割を批判した。市長オフィスからの声明は、最終的な文言を「受け入れられない」とし、リースは相談を受けていないと主張し、2つ目の銘板の制作を継続する事を約束した。

### 倒伏と撤去

像の元の位置とブリストル湾に投棄された場所

2020年6月7日、アメリカでのジョージ・フロイドの死を受けた世界的な抗議活動の間に、像はデモ隊によって引きずり下ろされ、その上に飛び乗った。 彼らは像に赤と青のペンキを塗り、一人の抗議者が像の首を膝で押さえて、アフリカ系アメリカ人のフロイドが警官の膝の下で死亡したことを想起させた。 その後、像はアンカー・ロードを転がされ、ブリストル湾に押し込まれた。
エイボン・アンド・サマセット警察のアンディ・ベネット警司は、行為を止めることでさらなる暴力や暴動につながる可能性があるという懸念を理由に介入しないという「戦術的な決定」を下し、像の倒伏を見逃したと述べた。 また、彼らの行為が器物損壊であると述べ、事件の映像を照合中であることを付け加え、関係者を特定するための捜査があることを確認した。翌日、警察は事件に関連して17人を特定したと述べたが、まだ逮捕者を出していないと発表した。 6月22日、警察は事件に関連する人物の画像を公開し、個人の特定に協力を求めた。 7月1日に24歳の男が像への器物損壊の疑いで逮捕されたが
、警察の捜査の結果、保釈された。2020年9月、エイボン・アンド・サマセット警察は告発が行われるか否か決定するため、器物損壊の容疑者4人を検察庁に送致したと発表した。さらに5人が罰金や社会奉仕などの修復的司法の対象となった。2020年10月1日までに、6月7日の事件の関連で、合計6人が警察から注意を受けた。2020年12月9日、像の倒壊に関係した4人は刑事上の器物損壊罪で起訴された。彼らは2021年3月2日にブリストル治安判事裁判所に出廷し、無罪を申し立てた。裁判は2021年12月13日に予定されている。

### 反応
6月7日、プリティ・パテル内相は、像の引き倒しを「まったく不名誉な事」「完全に容認できない事」「単なる破壊行為」と呼んだ。彼女はさらに「人々が抗議している大義から目をそらすようになった公共の混乱の行為を物語っている」と付け加えた ブリストル市長のマーヴィン・リースは、これらのコメントは「絶対的な理解の欠如」を示していると述べた。
6月8日、リース市長は、この像は侮辱であり「撤去された事に損失感はない」としながらも、像は回収され「コルストン像は私たちの博物館の収蔵品のひとつになる可能性が高い」と述べた。歴史家でテレビ司会者のデイビッド・オルソガは、像はもっと早く取り壊されるべきだったとコメントしている。「像とは、『この人は偉大な事をした偉大な人だった』と言うための物だ。彼（コルストン）は奴隷商人であり、殺人者だった。」
エイボン・アンド・サマセット警察のアンディ・ベネット警司は、コルストンが「ここ数年、黒人社会に多くの怒りを与えてきた歴史的人物」である事を理解していると述べ、次のように付け加えた。「私は人々が私たちの像を傷つける事に失望しているが、なぜこのような事が起こったのか理解している。非常に象徴的だ。」

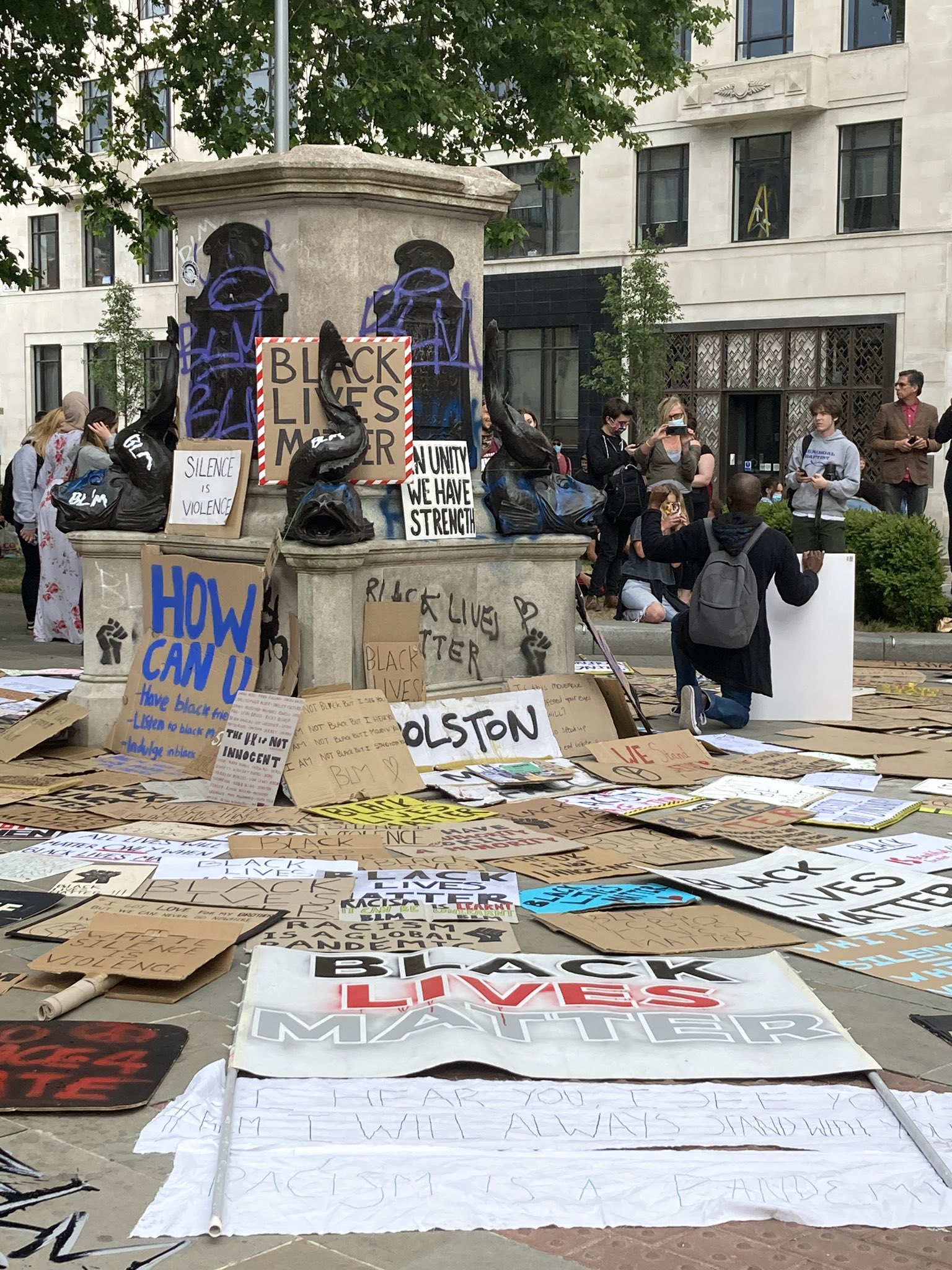
プラカードや落書きで覆われた空の台座

リース市長は「この像が人類への冒涜を表すものである事を発見した人々の声に耳を傾け、人種差別と不平等に取り組み、私たちの街の未来について今日のレガシーを作ることが重要であり、私は、私たちの街の隅々まで、そしてどこで見ても人種差別と不平等に挑戦する事を皆に呼びかける」との声明を発した。 クリシュナン・グル＝マーシーから受けたインタビューでは、「私たちは、私たちの人々を水の中に放り込んで金儲けをした人の像を持っている......そして今、彼は水の底にいる」と述べている。リースは別のインタビューで、この像はおそらく「ある時点で」港から回収され、市の博物館に収蔵される可能性があるとコメントした。また、抗議者が残したプラカードがブリストルのM Shed博物館で展示される事を確認した。
ボリス・ジョンソン首相のスポークスパーソンは、「強い気持ちは絶対に理解している」と述べる一方、民主的なプロセスが踏まれるべきであり、警察は犯罪行為に関与した者に責任を問うべきだと主張した。 ジョンソン首相の批判的な発言は像の撤去のみに言及し、人種差別への非難を伴っていた。
キア・スターマー労働党首は、像を引き倒す手段は「完全に間違っている」と述べたが、「ずっと前から」撤去されるべきだったと述べた。彼は「21世紀のイギリスでは、台座の上に奴隷商人を置くことはできず、像は同意を得て適切に撤去され博物館に置かれるべきだった。」と付け加えた。
貿易商人協会は6月12日に「像がなくなったことは、ブリストルにとって正しい事だ。人種差別や不平等がもはや存在しない都市を建設するためには、ブリストルの暗い過去を認め、人の命を売買することで利益を得た男を追悼する彫像や肖像画、名前を撤去することから始めなければならない」との声明を発した。
像が倒された後、西インド埠頭建設の主導者であり奴隷仲買人だったロバート・ミリガンの同様の記念碑はイースト・ロンドンの反対運動の後、平和的に撤去された。 2020年6月9日、タワーハムレッツ区議会がロバート・ミリガンの像を撤去したのと同じ日に、ロンドン市長のサディク・カーンは、奴隷制度に関連するロンドンの像や通りの名前を撤去するか、名前を変更するよう求めた。カーンはロンドンのランドマークを見直すため、公共空間における多様性委員会を設立した。
6月17日、ヘンベリーの聖メリー教会の教会庭で、奴隷にされた男スキピオ・アフリカヌスの墓石と足石が破壊された。襲撃者は石の一つを二つに割って、「コルストンの像を元に戻さないと、事態が本当に熱を帯びるぞ」という警告を書き込んだ。地元議員は報復だと信じている。
像が撤去された後、その場所にポール・スティーブンソンの像を建てるようにとの請願が始まった。 元ブリストルの青年労働者は、アメリカのモンゴメリー・バス・ボイコット事件に触発されて、1963年に起こったブリストル・バス・ボイコットに尽力した黒人である。この運動でブリストルのバス会社における違法な有色人種雇用禁止に終止符が打たれた。
台座は空のままだが非公式な像がいくつか置かれている。2020年7月11日には次のプラカードを掲げ、不名誉なテレビ司会者ジミー・サヴィルに扮したマネキンが台座に登場した。「彼らは誰も私を止められなかったし、あなたの受信料がその代償となった。」マネキンは1時間ほど台座の上に置かれた後、撤去された 。
2020年7月15日早朝、当局の許可なく、空の台座にマーク・クインによる像が建てられた。力のうねり (ジェン・リード) 2020と題されたこの像は、拳を振り上げたブラック・ライヴズ・マターの抗議者を描いている。クインはこの像を「新たな仮設の公共施設」と表現している。ブリストル市議会は7月16日の朝、この像を撤去した上で「作者が返還を求めるか、私たちのコレクションに寄付するか」決めるまで自分たちの博物館に保管すると述べた。
2020年12月2日にはダース・ベイダーの置物が台座に登場した。2020年11月29日に没したブリストル出身の俳優デヴィッド・プラウズへのオマージュと見られている。
この像は2021年6月4日からブリストルの博物館「M Shed」で公開された。グラフィティが残されたままの像は、木製の支持台の上に横たえた状態で展示された。 ブリストル市議会の文化・創造事業の責任者であるジョン・フィンチは、熟慮の結果、像を横たえて展示する事にしたと述べている。破損した状態の像が「不安定」であり、高額な支持台が必要である事や、訪問者が像のグラフィティや破損状況を間近で見る事ができるようにする目的である事を理由として挙げている。また、デモのプラカードの一部が自然乾燥の上で、像のそばで展示された。 博物館のウェブサイトには「この暫定的な展示は対話の始まりであり、最終状態ではありません」と書かれ、一般の人々に像とその台座の将来について意見を述べるよう呼びかけている。自由予約制による像の公開が開始された直後、像を元の台座に戻すよう要求しているグループが、博物館を訪問する気がないにも関わらず、公開の妨害を目的に集団で予約を入れた。この抗議行動が来場者数に影響を与えたかどうかは不明だが、チケットはほぼ入手可能であった。

### 引き上げと保存
2020年6月11日午前5時、この像はブリストル市議会によってブリストル港から回収されたが、ブリストル市議会は腐食を防ぐために清掃を行い、その後、抗議者たちによって置かれた落書きやロープを取り除かずに博物館に展示する計画である。 M Shed博物館は、像の泥を清掃作業中に、1895年10月26日という手書きの日付と、もともと像を取り付けた人たちの名前が書かれた1895年発行の「Tit-Bits」誌を発見した。